# Francisco Barja Iglesias
Francisco Barja Iglesias (Terroso, Vilardevós, 13 de mayo de 1944) es un escritor gallego, más conocido como Paco Barxa .

## Trayectoria
Estudió en Astorga, Granada y Valladolid. Imparte clases en un centro privado de Coruxo (Vigo).

## Obra
- Andadas do Xan Cativo (Galaxia, 1972)
- Viaxeiro da risa (Ed. Castrelos, 1973)
- Os ovos da pita choca (Ed. Castrelos, 1975)
- Os cabalos da troula (Ediciones Nova Galicia, 1992)
- O rato de frei Corchea (Ediciones Nova Galicia, 2003; literatura infantil)